# Serbiens Davis Cup-lag

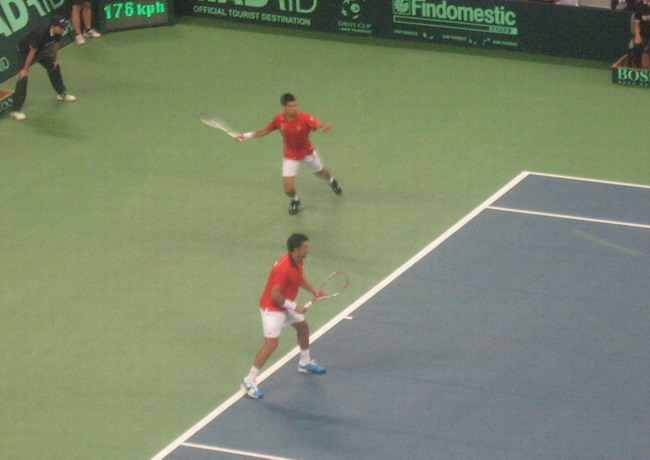
Nenad Zimonjić och Novak Đoković under dubbeln i semifinalen mot Tjeckien i Belgrad, september 2010.

Serbiens Davis Cup-lag representerar Serbien i tennisturneringen Davis Cup, tidigare International Lawn Tennis Challenge. Serbien debuterade i sammanhanget 2007, efter att Serbien och Montenegro upplösts.
De gick till final 2010 efter att ha slagit Tjeckien i Belgrad med 3–2 och vann titeln genom att slå Frankrike med 3–2.
2013 noterades Serbien för finalförlust mot Tjeckien.

### Fotnoter
1. ↑  ”Serbia wins first Davis Cup title”. ESPN. 5 december 2010. http://sports.espn.go.com/sports/tennis/news/story?id=5887226. Läst 6 december 2010.
2. ↑  ”Troicki climbs off the floor to win epic first Davis Cup for Serbia”. Independent. 5 december 2010. http://www.independent.co.uk/sport/tennis/troicki-climbs-off-the-floor-to-win-epic-first-davis-cup-for-serbia-2152245.html. Läst 6 december 2010.